# Vodencvjetovi
Vodencvjetovi (lat. Ephemeroidea), natporodica kukaca, dio infrareda Scapphodonta. Imaju velika slabo hitinizirana opnasta krila, ali su slabi letači. Zadržavaju se u blizini vode. Ženke svoja jaja polažu u vodu gdje se razvijaju ličinke koje se nakon 3 godina i 20 presvlačenja razviju u odrasle kukce.
Postoji oko 2 000 vrsta; poznatije su obični vodencvijet (Ephemera vulgata) i mali vodencvijet (Baetis pumilus)
Sastoji se od četiri porodice.

## Porodice
1. Ephemeridae
2. Ichthybotidae Demoulin, 1957
3. Neoephemeridae Traver, 1935
4. Polymitarcyidae